# American Civil Liberties Union
L'American Civil Liberties Union (Unione Americana per le Libertà Civili, sigla ACLU) è un'organizzazione non governativa orientata a difendere i diritti civili e le libertà individuali negli Stati Uniti.
Le cause legali intentate dall'ACLU hanno avuto un ruolo importante in molte delle evoluzioni del diritto costituzionale degli Stati Uniti. L'ACLU procura avvocati e consigli legali per casi in cui a suo parere sono violati i diritti civili e le libertà individuali. In molti casi in cui non fornisce rappresentanti legali, l'ACLU prepara documenti legali di appello in sostegno alle sue posizioni (i cosiddetti amicus curiae). Negli anni recenti, l'ACLU ha ricevuto critiche e accuse di essere schierata con la sinistra politica.

## Posizioni
La missione dell'ACLU si può definire in termini di promozione di un programma libertario dal punto di vista sociale (non economico), talvolta avvicinato anche al liberalismo e al progressismo. Nel corso degli anni, l'ACLU ha continuato a condurre battaglie legali per un'interpretazione liberale della Costituzione degli Stati Uniti che dia la maggiore garanzia possibile di rispetto delle libertà individuali. Tra le varie posizioni sostenute dall'ACLU:
- Difesa della libertà di espressione;
- Sostegno per la Separazione tra Stato e Chiesa; a questo scopo, l'ACLU mantiene queste posizioni:
  - Opposizione all'esibizione autorizzata dal governo di simboli religiosi in spazi pubblici;
  - Opposizione a preghiere ufficiali, cerimonie religiose, o "momenti di silenzio" in scuole pubbliche o scuole finanziate con fondi statali;
  - Sostegno del diritto degli alunni delle scuole pubbliche di pregare per conto proprio;
- Sostegno per la piena applicazione dei diritti garantiti dal Primo emendamento per la stampa, incluse le pubblicazioni scolastiche;
- Sostegno per la legalità dell'aborto sulla base di un diritto alla privacy implicito nel Quarto emendamento;
- Sostegno ai pieni diritti civili per gli omosessuali, inclusi i benefici statali per le coppie omosessuali pari a quelli accordati alle coppie eterosessuali;
- Sostegno per l'affirmative action;
- Sostegno ai diritti degli imputati e degli accusati contro atti incostituzionali e l'uso eccessivo della forza da parte della polizia;
- Vigilanza sull'applicazione dell'habeas corpus e delle garanzie difensive;
- Opposizione alla criminalizzazione delle droghe, e supporto per la legalizzazione di droghe come eroina, cocaina e marijuana;[2]
- Decriminalizzazione del lavoro sessuale[3]
- Opposizione ai permessi per le manifestazioni e altre richieste per autorizzare proteste in luoghi pubblici
- Opposizione alla tortura e alla pena di morte, contrarie all'Ottavo emendamento (l'ACLU si oppone alla decisione della Corte Suprema di considerare costituzionale la pena capitale)[4]
- Opposizione alla circolazione libera delle armi da fuoco, con modifica del Secondo emendamento;
- Difesa dei diritti civili e dei diritti umani dei detenuti[5], e contro la brutalità poliziesca
- Difesa dei diritti umani e civili degli immigrati.

L'ACLU è nota per la sua appassionata difesa del diritto di esprimere opinioni impopolari, controverse ed estreme, sia da sinistra che da destra. Alcuni hanno espresso l'opinione che l'ACLU a volte svolge un ruolo paragonabile a quello dei difensori pubblici, che contribuiscono ad assicurare che persino gli imputati più impopolari ricevano un giusto processo. Attualmente dirigono l'organizzazione Anthony D. Romero (in qualità di direttore esecutivo), Nadine Strossen (presidente) e Steven Shapiro (direttore legale).

## Storia e casi degni di nota
L'ACLU fu formata nel 1920 con il nome di Civil Liberties Bureau. Tra i fondatori vi erano Crystal Eastman e Roger Baldwin. In quello stesso anno, l'organizzazione si schierò dalla parte degli stranieri minacciati di deportazione dal Procuratore generale degli Stati Uniti Alexander Mitchell Palmer per le loro posizioni politiche radicali (vedere: Palmer Raids). Si oppose anche agli attacchi ai diritti di assemblea e organizzazione per i lavoratori dell'Industrial Workers of the World e altre organizzazioni sindacali. Dalla sua fondazione, l'ACLU è stata coinvolta in molti casi. Alcuni dei casi più significativi sono qui discussi:
Nel 1925 l'ACLU convinse John Scopes a sfidare in tribunale la legge del Tennessee contro la teoria dell'evoluzione. Clarence Darrow, un membro del comitato nazionale dell'ACLU, era a capo del team legale di Scopes. L'ACLU perse il caso e Scopes venne multato per $100. In seguito, la Corte Suprema del Tennessee ritirò la multa, ma non la condanna.
Nel 1935 Il senatore Robert F. Wagner propose il National Labor Relations Act, che autorizzava i lavoratori a iscriversi al sindacato. Paradossalmente, fu proprio l'ACLU ad opporsi al National Labor Relations Act, per timore dell'aumento di potere che il disegno di legge conferiva al governo. Il neonato National Labor Relations Board (NLRB) pose un dilemma per l'ACLU, perché nel 1937 emanò un ordine a Henry Ford, vietandogli di diffondere letteratura antisindacale. Parte della dirigenza dell'ACLU si schierava abitualmente dalla parte del lavoro e quella fazione sosteneva l'azione dell'NLRB. Ma parte dell'ACLU sosteneva il diritto di Ford alla libertà di parola. Arthur Garfield Hays, leader dell'ACLU, sostenne il sindacato e insieme il diritto di Ford ad esprimersi liberamente, ma lo scisma evidenziò una divisione più profonda che sarebbe diventata più importante negli anni a venire.
Nel 1941, alcuni mesi prima dell'attacco del Giappone a Pearl Harbor, gli affiliati ACLU sulla costa occidentale furono tra i critici più acuti della politica di governo in merito agli immigrati provenienti da Paesi nemici e ai cittadini americani con origini in Paesi nemici. Esempi di questa politica furono il trasferimento forzato di cittadini americani di origine giapponese, l'internamento di vari immigrati, i "prejudicial curfews" (U.S. v. Hirabayashi, 1942), e simili.
Nel 1954, l'ACLU ebbe un ruolo nel caso di Brown v. Board of Education che portò al bando della segregazione razziale nelle scuole pubbliche americane.
Nel 1973, l'ACLU fu la prima grande organizzazione nazionale a chiedere l'impeachment del Presidente Richard M. Nixon, motivando la richiesta con le violazioni delle libertà civili da parte dell'amministrazione Nixon nello scandalo Watergate. Nello stesso anno, l'ACLU ebbe a che fare con i casi Roe v. Wade e Doe v. Bolton, nei quali la Corte Suprema decise che il diritto costituzionale alla privacy per le donne era da estendersi a coloro che ottenevano un aborto.
Nel 1977, l'ACLU fece causa al comune di Skokie (Illinois), con un'ingiunzione contro l'applicazione di tre ordinanze comunali che proibivano parate e manifestazioni neonaziste (la popolazione di Skokie aveva una significativa presenza di ebrei). Una corte del distretto federale annullò quelle ordinanze con una decisione che venne poi riconfermata dalla Corte Suprema degli Stati Uniti. L'azione dell'ACLU in questo caso portò alle dimissioni di circa il 15 per cento dei membri dell'organizzazione (25 per cento in Illinois), soprattutto da parte dei membri ebrei. Si evitò una crisi di fondi, che avrebbe portato al ridimensionamento delle attività dell'organizzazione, grazie a una campagna promozionale che portò $500.000 in donazioni. Il giudice federale Bernard M. Decker descrisse in questi termini il principio alla base della sentenza legale:
L'ACLU fece causa contro lo statuto dell'Arkansas sul creazionismo nel 1981, che richiedeva l'insegnamento nelle scuole pubbliche della storia biblica della creazione come alternativa scientifica all'evoluzione. La legge venne dichiarata incostituzionale da una corte federale.
Gli attacchi terroristici dell'11 settembre 2001 e il seguente dibattito sul corretto equilibrio tra libertà civili e sicurezza, compresa l'approvazione dell'USA PATRIOT Act, ha portato a un aumento del 20% nelle iscrizioni di nuovi soci ACLU tra l'agosto 2001 e il dicembre 2002, quando le sottoscrizioni totali raggiunsero la cifra di 330.000. La crescita continua; nell'agosto 2004, i membri dell'ACLU avevano raggiunto la cifra di 400.000.
L'ACLU si è dichiarata apertamente contro l'USA PATRIOT Act, la proposta del Domestic Security Enhancement Act of 2003, e le relative leggi passate in risposta alla minaccia del terrorismo, leggi che secondo l'ACLU violano lo spirito dello U.S. Bill of Rights. A causa di uno dei requisiti dell'USA PATRIOT Act, l'ACLU si è ritirata da un programma federale di donazioni che fornisce fondi dal governo federale. Il requisito era che gli impiegati dell'ACLU subissero dei controlli in base a una lista federale di sospetti di attività terroristiche. L'ACLU stima di perdere circa $500.000 in termini di contributi relativi dal governo federale.

## Posizioni controverse
L'organizzazione crede che i diritti di libera espressione debbano essere accessibili per tutti i cittadini degli Stati Uniti. Per questo motivo ha preso posizioni estremamente controverse nel difendere il diritto alla libera espressione di personaggi impopolari quali membri del Ku Klux Klan, gruppi neonazisti, e membri del North American Man-Boy Love Association, un gruppo che difende la pedofilia tra adulti e adolescenti di sesso maschile.
L'ACLU ha difeso Frank Snepp, un ex membro della CIA (dal tentativo dell'agenzia governativa di impedirgli di parlare), il colonnello Oliver North (accusato di tradimento nello scandalo Irangate, in base alla sua testimonianza resa sotto costrizione, quindi una violazione dei suoi diritti garantiti dal Quinto emendamento) e Chelsea Manning, soldato condannata per aver svelato segreti militari, sugli abusi compiuti dall'esercito statunitense in Afghanistan e in Iraq, tramite la collaborazione con il sito WikiLeaks che ha pubblicato i documenti.

## Critici dell'ACLU
I critici più dichiarati dell'ACLU sono di norma coloro che si considerano conservatori. Molti di questi conservatori accusano l'ACLU di non essersi dedicata solo alla difesa dei diritti costituzionali, ma di cercare attivamente di promuovere una politica liberale. Alcuni criticano la sua opposizione alla pena di morte, pratica che è stata dichiarata costituzionale - con i metodi dell'iniezione letale e della sedia elettrica - dalla Corte Suprema degli Stati Uniti mentre l'ACLU continua a sostenere che la pena di morte sia una violazione dei limiti a metodi di "punizioni crudeli e insolite", sanciti dall'Ottavo emendamento e sia pure contraria alle norme sancite dalla Dichiarazione universale dei diritti umani delle Nazioni Unite e dalla dichiarazione americana fondante del 1776, che affermano essere la vita un diritto inalienabile. Gli avversari dell'ACLU sostengono anche che l'organizzazione non è stata coerente nel difendere tutte le libertà individuali e i diritti civili, e fanno notare che non è attiva nel proteggere i diritti dei portatori d'armi negli Stati Uniti (l'organizzazione crede che il II emendamento della Costituzione degli Stati Uniti d'America - che afferma il diritto all'autodifesa armata - non precluda al Congresso la possibilità di promuovere norme "ragionevoli" per regolare il possesso di armi in generale, ad esempio imponendo l'obbligo della licenza di porto d'armi in tutto il territorio federale)). Queste critiche sostengono che i diritti per il porto d'armi libero sono protetti dalla costituzione nello stesso modo in cui lo sono i "diritti civili" e perciò dovrebbero ricevere uguale trattamento da parte dell'ACLU, se l'organizzazione non è motivata da un pregiudizio politico.
La sezione ACLU in Ohio è stata criticata per aver conferito, nell'ottobre 2003, un premio al Council on American-Islamic Relations. Chi ha criticato questa scelta sostiene che il CAIR è un'organizzazione dedicata alla promozione del Wahhabismo radicale.
L'ACLU è stata anche oggetto di critiche da parte di alcuni, soprattutto di idee politiche di sinistra, che, pur sostenendo in gran parte la sua missione, sollevano obiezioni per il sostegno dato dall'organizzazione alla proposta di estendere le protezioni sancite dal Bill of Rights anche alle società e alle aziende.

### Critiche dai cristiani e da altri gruppi religiosi
A livello locale, l'ACLU spesso si impegna in casi che riguardano la separazione tra Stato e Chiesa. Di conseguenza, uno degli oppositori più frequenti dell'ACLU è la comunità dei conservatori cristiani negli Stati Uniti. L'opinione diffusa in questi gruppi è che l'ACLU faccia parte di uno sforzo per rimuovere ogni riferimento alla religione dal Governo degli Stati Uniti.
Nel 2004, per esempio, l'ACLU della California del Sud minacciò di passare alle vie legali contro il comune di Redlands (California) se non fosse stata rimossa l'immagine di una croce dal sigillo comunale. L'ACLU sosteneva che la presenza di un crocifisso sul sigillo ammontava a sostegno governativo per il cristianesimo e violava così la separazione tra stato a chiesa. Il comune acconsentì alla richiesta dell'ACLU e rimosse la croce da tutti i veicoli comunali, dalla carta intestata, e dalle targhette dei poliziotti. Poi l'ACLU minacciò la contea di Los Angeles sempre per la presenza di una croce nel sigillo ufficiale. Come per il caso di Redlands, anche questa volta il comune acconsentì alla richiesta e votò per la rimozione del crocefisso dal proprio sigillo.
Dopo gli attacchi terroristici dell'11 settembre 2001, Jerry Falwell, noto predicatore fondamentalista cristiano di estrema destra, affermò che l'ACLU, nel suo tentativo di "secolarizzare l'America", aveva fatto infuriare Dio che per questo motivo aveva consentito che avvenisse l'attacco terroristico. Altri oppositori dell'ACLU non arrivano a condanne così pesanti, ma sostengono comunque che l'organizzazione promuove il concetto di separazione tra stato e chiesa in un modo che va oltre il suo significato originale.
Molti gruppi religiosi di minoranza come i testimoni di Geova e i musulmani sono stati varie volte difesi dall'ACLU e ne sono ardenti sostenitori. Nella comunità dei Mormoni, l'ACLU è vista in modo positivo da alcuni, che citano il caso "Santa Fe v. Doe", un caso legale in cui l'ACLU ha difeso uno studente mormone in una questione riguardante le preghiere a scuola. Tuttavia, un buon numero di Mormoni sono fortemente contrari alle attività dell'ACLU e pare sia questa la posizione ufficiale della loro chiesa.

## Affiliati a livello nazionale
Sebbene la sede nazionale dell'ACLU si trovi a New York, l'organizzazione svolge gran parte del proprio lavoro tramite centri affiliati a livello locale in tutti gli Stati Uniti. Questi centri mantengono una certa dose di autonomia dalla dirigenza nazionale dell'organizzazione e sono in grado di lavorare in modo indipendente. Molti dei casi seguiti dall'ACLU nascono proprio a livello locale, dove vengono gestiti da legali e rappresentanti dei centri affiliati locali.
Questi sono alcuni dei centri affiliati ACLU più importanti:
- ACLU della California del Sud, su aclu-sc.org. URL consultato il 29 aprile 2019 (archiviato dall'url originale il 24 luglio 2013).
- ACLU della California del Nord, su aclunc.org.
- ACLU dell'Illinois, su aclu-il.org.
- ACLU del Massachusetts, su aclu-mass.org.
- ACLU dell'Ohio, su acluohio.org.
- ACLU dello stato di Washington, su aclu-wa.org.

## Citazioni sull'ACLU
"L'America ha bisogno di un'organizzazione per i diritti civili e le libertà individuali. Non ne ha più una. Io do ancora il mio contributo perché l'ACLU fa ancora cose buone, ma se non ci saranno dei cambiamenti, potrebbe diventare un nemico della libera espressione." - Professore Alan Dershowitz, avvocato e membro dell'ACLU per quasi 30 anni, lasciandola e criticandola in seguito perché a suo dire troppo sbilanciata a sinistra, emarginando a suo dire le posizioni di centro e i conservatori.
"Sono contento che l'ACLU sollevi le sue obiezioni, perché costringe il governo e il Congresso a prestare maggiore attenzione ai diritti sanciti dal primo emendamento." - Henry Hyde, membro della Camera dei Rappresentanti degli Stati Uniti per il Partito Repubblicano nell'Illinois, 2003